# Saint-Marcel-de-Careiret
Saint-Marcel-de-Careiret è un comune francese di 779 abitanti situato nel dipartimento del Gard, nella regione dell'Occitania.

## Società

### Evoluzione demografica
Abitanti censiti